# Bataille de Longewala
Troisième guerre indo-pakistanaise
La bataille de Longewala est un affrontement majeur de la troisième guerre indo-pakistanaise qui eut lieu entre le 4 et le 7 décembre 1971. C'est une offensive pakistanaise contre les Forces armées indiennes dans le désert du Thar. Elle opposa le 23e régiment du Pendjab commandé par le major Kuldip Singh Chandpuri (en) contre une division mécanisée pakistanaise.
L'armée indienne s'était placée en position défensive. Soutenus par l'aviation, les défenseurs repoussèrent plusieurs assauts d'infanterie et de blindées pakistanais. La bataille se solda par une victoire indienne avec des pertes minimes.